# Leonid Rógozov
Leonid Ivànovitx Rógozov, rus: Леонид Иванович Рогозов, (Daúria, Zabaikàlie, Unió Soviètica, 14 de març de 1934 - Sant Petersburg, 21 de setembre de 2000) fou un cirurgià rus, que participà en la sisena Expedició Antàrtica Soviètica entre 1960 i 1961. Fou l'únic metge destinat a la base Novolàzarevskaia. Mentre estigué allà, patí una apendicitis que l'obligà a practicar-se una apendicectomia. Això el convertí en un autocirurgià famós.